# كاميرون وينسلو
كاميرون وينسلو (بالإنجليزية: Cameron Winslow)‏ هو ضابط أمريكي، ولد في 29 يوليو 1854 في واشنطن العاصمة في الولايات المتحدة، وتوفي في 2 يناير 1932 في بوسطن في الولايات المتحدة.